# توريتشلا سيكورا
توريتشلا سيكورا (بالإيطالية: Torricella Sicura)‏ هي بلدية في مقاطعة تيرامو في إقليم أبروتسو الإيطالي.

## السكان
في سنة 1861 بلغ عدد السكان 2٬892 نسمة، وتطور العدد ليصل في سنة 2011 لـ 2٬670 نسمة.
يظهر هذا المخطط البياني تطور النمو السكاني لـ توريتشلا سيكورا